# Matías Draghi
Matías Nicolás Draghi (Mendoza, Argentina, 22 de febrero de 1993) es un futbolista argentino, juega como portero y su actual equipo es el Club Deportivo Santaní de la Segunda División de Paraguay.

## Trayectoria

### Trinidense
El 27 de enero de 2021 se hace oficial su llegada al Club Sportivo Trinidense.

### Santaní
El 2 de marzo de 2022 se hace oficial su llegada al Club Deportivo Santaní.

## Estadísticas
| Venados F. C. · México                                  | 2ª            | 2017-18       | 8 | 0 | 2 | 0 | - | - | 10 | 0 |
| Venados F. C. · México                                  | Total club    | Total club    | 8 | 0 | 2 | 0 | - | - | 10 | 0 |
| Estudiantes de Mérida F. C. · Venezuela                 | 1ª            | 2020          | 1 | 0 | - | - | - | - | 1  | 0 |
| Estudiantes de Mérida F. C. · Venezuela                 | Total club    | Total club    | 1 | 0 | - | - | - | - | 1  | 0 |
| Total carrera                                           | Total carrera | Total carrera | 9 | 0 | 2 | 0 | 0 | 0 | 11 | 0 |
| (1)Incluye datos de la Copa México. (2)Incluye datos de |               |               |   |   |   |   |   |   |    |   |